# S. S. McClure
Samuel Sidney McClure (Contea di Antrim, 17 febbraio 1857 – New York, 21 marzo 1949) è stato un editore, curatore editoriale, giornalista investigativo irlandese naturalizzato statunitense.

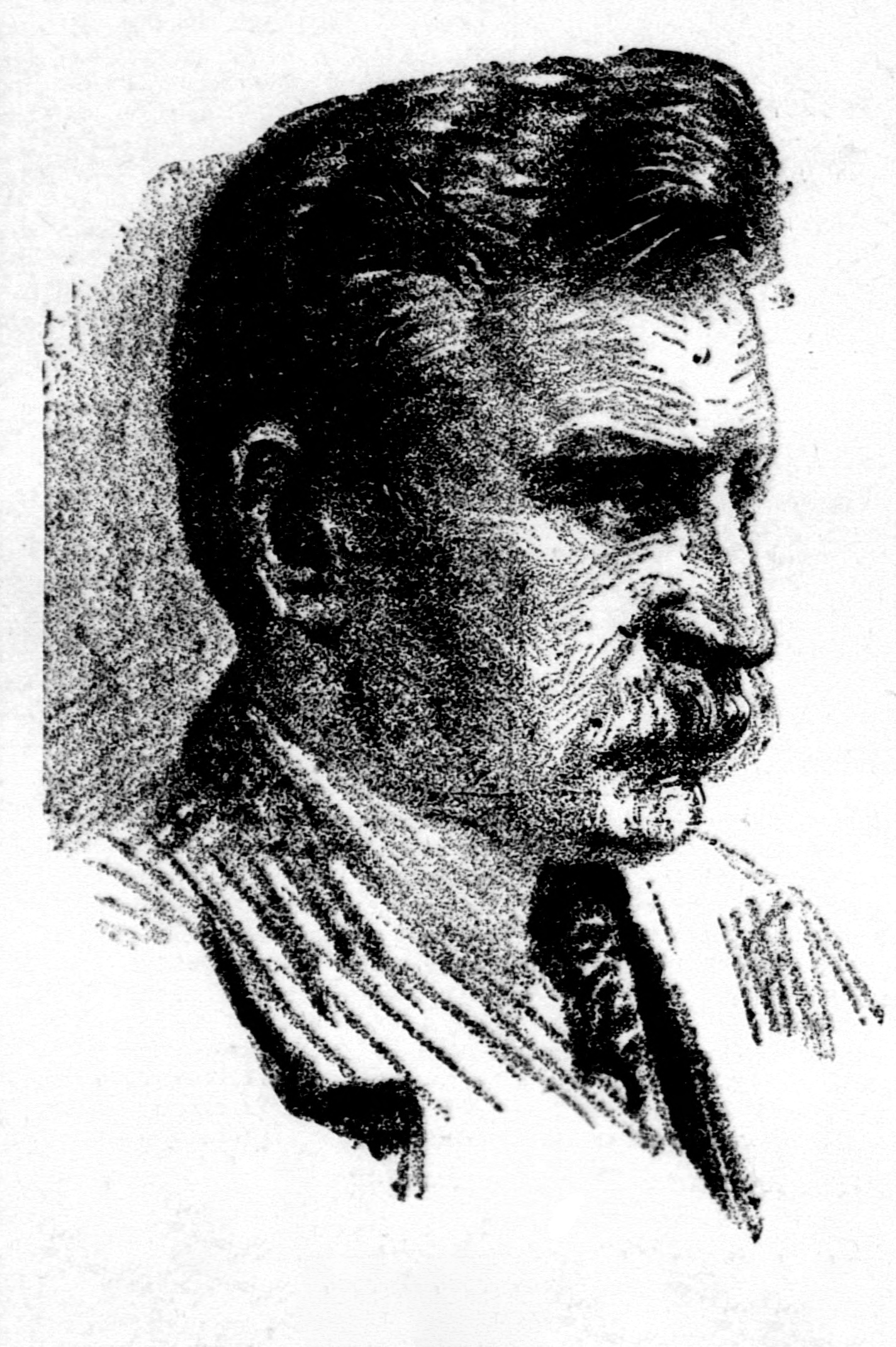
Illustrazione del ritratto di SS McClure nel 1922 (The New York Herald)

Fu un editore irlandese-americano che divenne noto come una figura chiave nel giornalismo investigativo, o muckraking. Cofondò e diresse dal 1893 al 1911 il McClure's Magazine, che pubblicò numerose denunce di illeciti negli affari e nella politica, come quelle scritte da Ida Tarbell, Ray Stannard Baker e Lincoln Steffens. La rivista pubblicava narrativa e saggistica dei principali scrittori dell'epoca, tra cui Sarah Orne Jewett, Mark Twain, William Dean Howells, Joel Chandler Harris, Jack London, Stephen Crane, William Allen White e Willa Cather

## Biografia
Nacque da una famiglia scozzese dell'Ulster nella Contea di Antrim, nell'attuale Irlanda del Nord ed emigrò con la madre vedova nell'Indiana quando aveva nove anni. Crebbe in condizioni di povertà in una fattoria e si è diplomato alla Valparaiso High Schoo l nel 1875. Si fece strada attraverso il Knox College, dove cofondò il suo giornale studentesco e in seguito si trasferì a New York.

Nel 1884 fondò il McClure Syndicate, il primo sindacato di giornali statunitensi e pubblicò sui giornali della domenica, contenenti periodici di libri, ricette e recensioni.

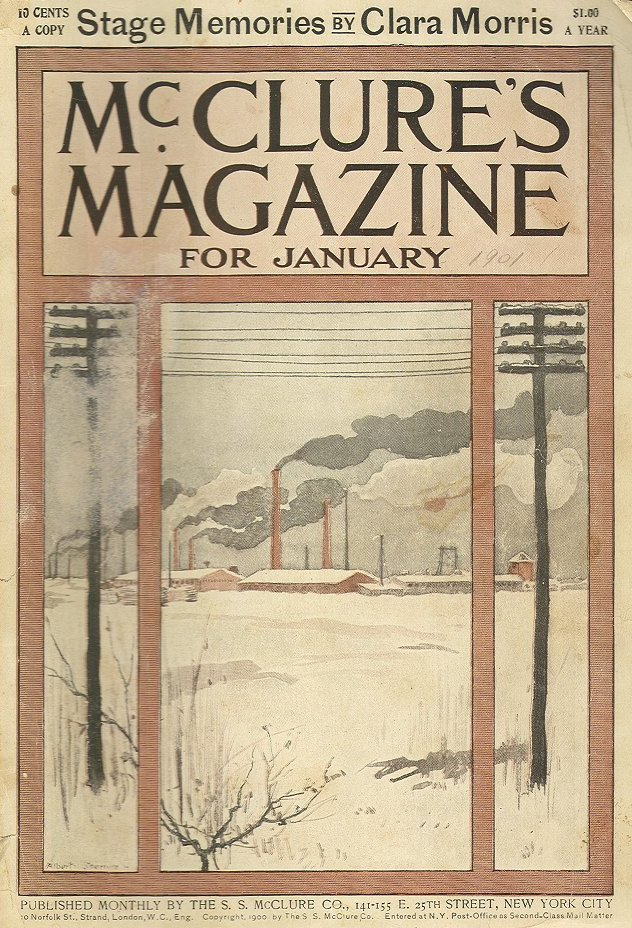
Copertina del numero di gennaio 1901 di McClure's Magazine

Fondò McClure's Magazine nel 1893 e lo gestì con successo fino al 1911, quando la cattiva salute e una riorganizzazione finanziaria lo costrinsero ad abbandonare; tra l'altro molti dei suoi scrittori avevano disertato per formare la propria rivista. McClure's Magazine ha pubblicato pezzi importanti di giornalisti e autori autorevoli tra cui Jack London, Ida Tarbell, Upton Sinclair, Burton J. Hendrick, Rudyard Kipling, Sir Arthur Conan Doyle, Robert Louis Stevenson, Willa Cather e Lincoln Steffens. Tramite la sua rivista nel 1911 introdusse in Nord America i nuovi metodi di insegnamento della dottoressa Maria Montessori.
McClure era un socio in affari di Frank Nelson Doubleday in Doubleday & McClure, antenato dell'odierno marchio Doubleday. Dopo che McClure ebbe lasciato Doubleday, fondò la casa editrice McClure, Phillips and Company con John Sanborn Phillips. Phillips partì per acquistare The American Magazine nel 1906 e McClure vendette le sue operazioni di pubblicazione di libri a Doubleday Page nel 1908. Dopo essere stato estromesso nel 1911, McClure's Magazine serializzò la sua autobiografia, scritta da un ghostwriter, uno dei redattori della rivista, Willa Cather.
McClure ha creato una forma completamente nuova di scrittura per i suoi giornalisti che usiamo ancora oggi. Invece di esigere che i suoi scrittori gli fornissero immediatamente articoli per il suo giornale, dava loro tutto il tempo di cui avevano bisogno per fare ricerche approfondite sui loro argomenti.
Rudyard Kipling fu un autore che rifiutò l'offerta di McClure di un contratto a lungo termine, citando come giustificazione Ecclesiastico (Capitolo 33, versetto 21): "Finché vivi e hai respiro in te, non darti a nessuno". Kipling era presente anche quando McClure iniziò a pensare al lancio di una nuova rivista letteraria. Ha ricordato nella sua autobiografia:
Morì a New York nel 1949, all'età di 92 anni. È sepolto accanto a sua moglie Harriet all'Hope Cemetery di Galesburg, Illinois.

## Eredità
Secondo il suo biografo Peter Lyon, McClure era "uno dei più grandi redattori istintivi che avessero mai operato negli Stati Uniti e uno degli uomini d'affari più disgraziati". Lyon ipotizza che avesse una personalità maniaco-depressiva, che combinava entusiasmo, tenacia e un notevole talento nel prevedere le risposte del pubblico. Prediligeva gli scrittori occidentali e in particolare gli articoli di giornalismo investigativo che resero famosa la sua rivista. D'altra parte, era instabile, con un'impazienza che si scatenava facilmente e gli alienò molti membri del suo staff. Sempre in rosso, vendette prima la sua casa editrice di libri, poi il suo sindacato nazionale di giornali e infine la sua rivista.